# Zvedání mostů

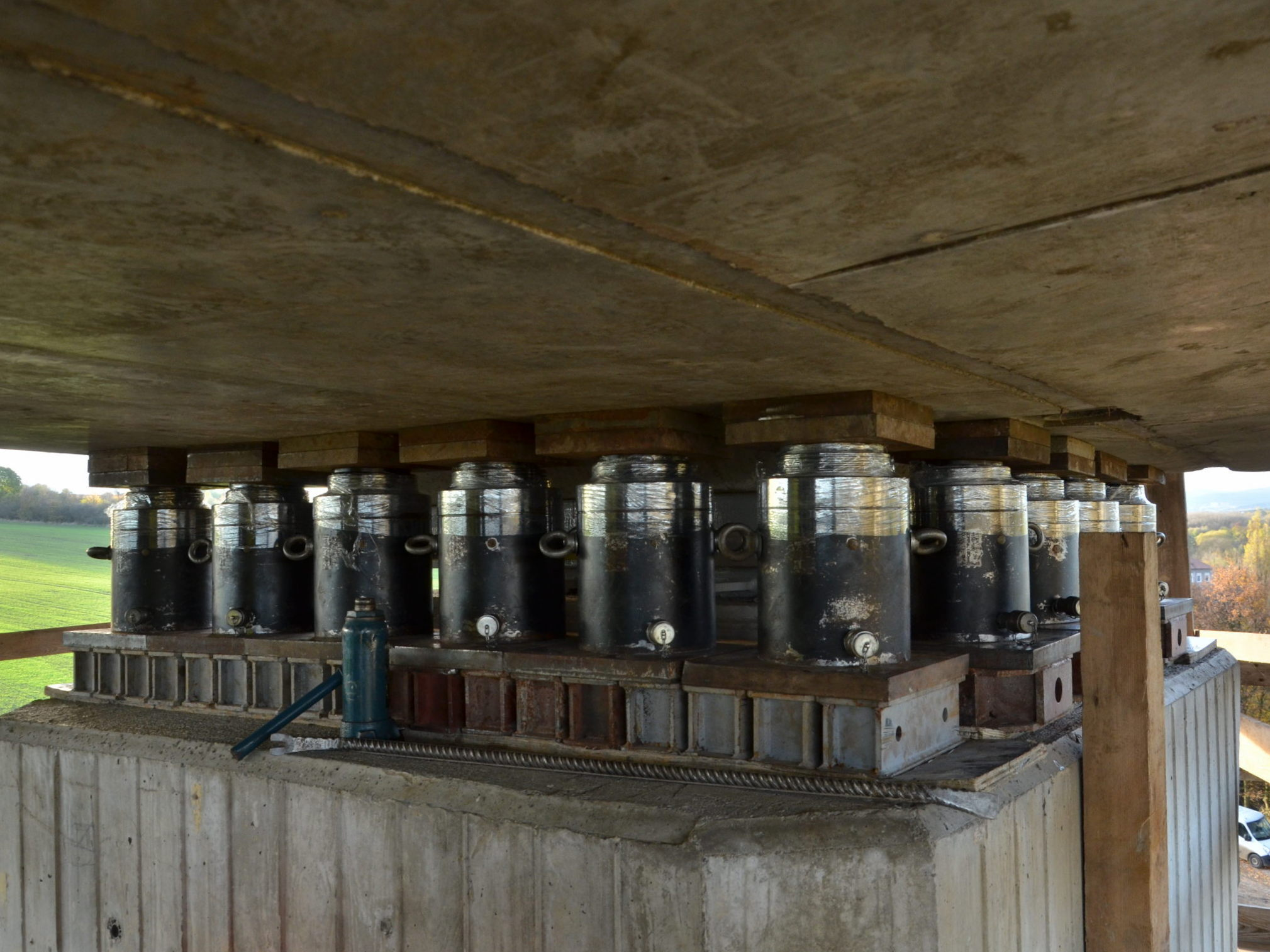
Zvedání mostu přímo z pilíře

Zvedání mostů (mostních konstrukcí) v rámci jejich výstavby nebo opravy se dnes provádí výhradně s použitím hydraulických zařízení. Je to dáno jednak relativně nízkou cenou, přesností, ale obvykle i jednoduchým nasazením. Mostní konstrukce lze kromě zvedání za použití hydrauliky i spouštět nebo vysouvat. A to v rozsahu od několika milimetrů do stovek metrů. Pro zdvihy v rozsahu jednotek až desítek milimetrů je zpravidla nejvhodnější použít přímý kontakt zdvihacího zařízení s konstrukcí, se kterou je manipulováno. Pro zdvihy střední se jako vhodné jeví použití mezičlánku, například předpínacích tyčí, a pro zdvihy největší zůstávají jako jediný vhodný prostředek ocelová lana. V článku se popisují pouze technologie zvedání a spouštění pro malé a střední výšky zdvihů.

## Technologie
Použitá technologie se mírně liší dále podle toho, zda jde o výstavbu nebo opravu konstrukce. Při opravách mostních konstrukcí je nejčastější operací zvedání mostní konstrukce na opěrách pro provedení opravy či výměny ložisek. V České republice je tato operace díky konstrukci mostů většinou relativně jednoduchou operací. Zdvihání je možné v řadě případů provádět přímo z opěr bez použití pomocné ocelové konstrukce. U nezanedbatelné skupiny mostů je však třeba využít hydraulické lisy s malým zdvihem.
V případě nevhodného tvaru opěr je třeba využít pomocnou ocelovou konstrukci. V zásadě jsou dvě možnosti. První je stavba ocelové konstrukce pod zdvihaným mostním polem. U této varianty jsou zpravidla nižší náklady, ovšem rizika jsou vyšší. Využívají se stejné hydraulické lisy jako při zvedání z opěr. U druhé varianty je konstrukce vystavěna na mostě. Pole je pak zavěšeno na tuto konstrukci, obvykle pomocí předpínacích tyčí. Zdvihání se provádí pomocí dutých lisů. Při tomto způsobu zvedání jsou obecně náklady na pomocnou ocelovou konstrukci nejvyšší s ohledem na potřebu překlenout nosníky (obvykle I nebo HEB) celou délku mostního pole. Značné úspory této technologie jsou ve velké bezpečnosti a i v rychlosti výstavby ocelové konstrukce a vlastního zvedání. Celá ocelová konstrukce je montována seshora na mostě, eventuálně v jeho bezprostředním okolí. To vede k tomu, že veškerá manipulace s materiálem, ze kterého se ocelová konstrukce skládá, je bezproblémová s použitím běžných mobilních jeřábů. Často není třeba provádět žádné terénní úpravy, které jsou při výstavbě konstrukce pod mostem ve valné většině případů naprosto nezbytné (zarovnávání terénu, jeho zpevňování panely apod.). Při zvedání konstrukcí touto technologií pak nehraje významnější roli, zda má být výška zvedání 30 nebo 130 cm. Dosažitelný čas zvedání je i 1 m/hod. Je ovšem třeba zohlednit i přípravné práce jako zapojování a instalace hydraulických zařízení, které zpravidla vyžadují čas delší než vlastní zvedání.
Lze provádět i zvedání několika mostních polí současně. U první varianty bez omezení u druhé je třeba počítat se zvedáním ob jedno pole s ohledem na podpory pomocné ocelové konstrukce.

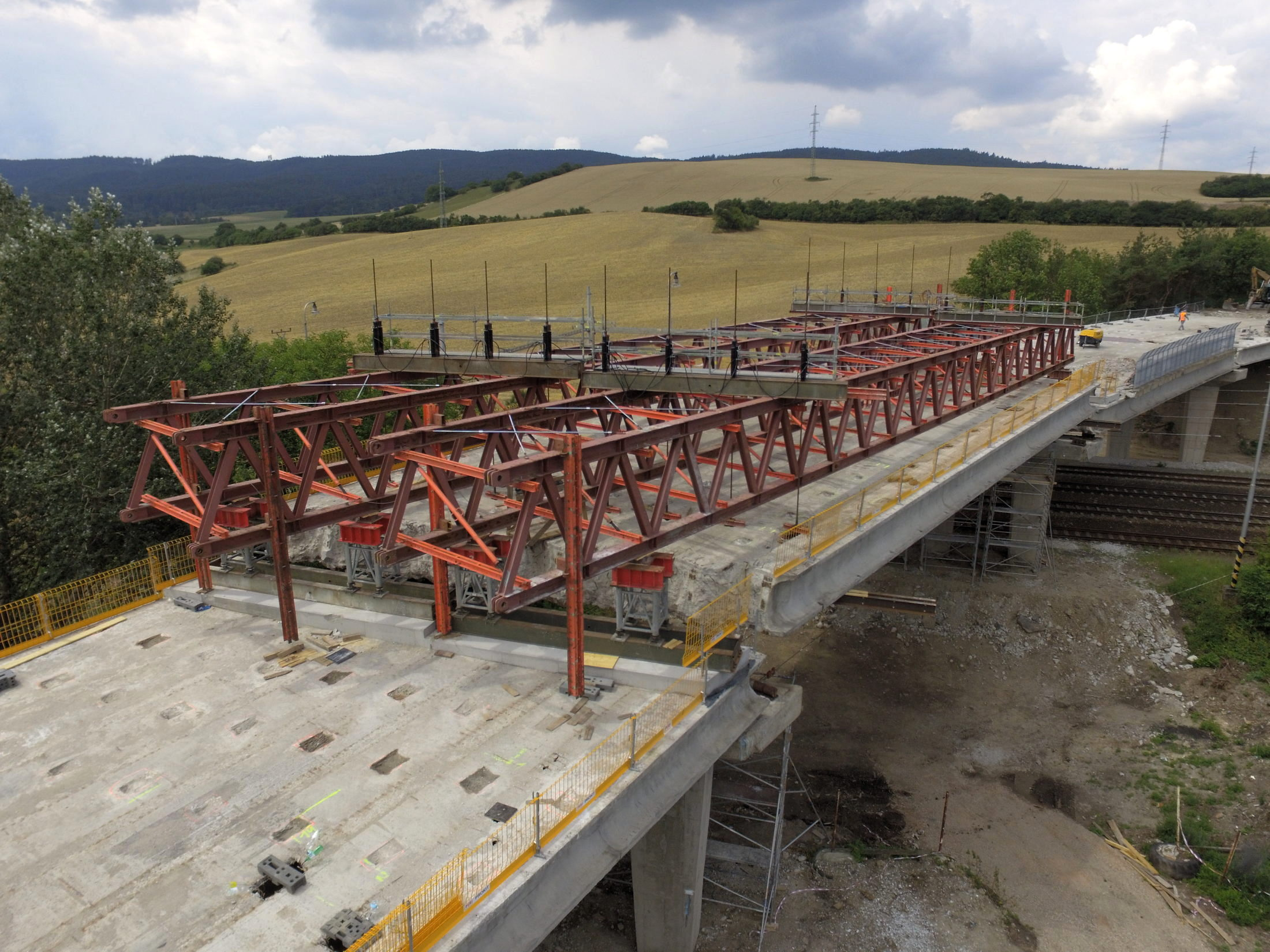
Zvedání mostního pole na mostě obchvatu Rájce-Jestřebí z horní skruže na tyčích Dywidag pomocí dutých hydraulických válců. Hmotnost mostního pole 540 tun. Hmotnost skruže 80 tun.

Výše uvedené případy se týkají zejména oprav mostů. Poněkud odlišná je situace při výstavbě nových objektů. Poměrně zajímavou činností je spouštění skruží nebo betonážních vozíků po provedení vlastní betonáže. Spouštění na tyčích nebo na lanech je nejvhodnější technologií, která umožňuje velmi rychle a bezpečně snést kompletní konstrukci až na zem, nebo ve speciálních případech nad vodní hladinou přímo do transportní lodě. Tak tomu bylo např. na stavbě mostu u Mlékojed, kdy se kompletní 65 tunový vozík letmé betonáže spouštěl o 9 metrů. Použití hydrauliky je pro objednatele často levnější než nasazení těžkého jeřábu, v řadě případů je i bezpečnější a použitelné prakticky vždy.
U betonových mostů je také častá asistence při betonáži, kdy je riziko boření podpěr mostu. U mostů ocelových to pak může být instalace mostu na jeho definitivní místo. V tomto druhém případě se může jednat o spouštění mostu do jeho konečné pozice po provedeném vysouvání. Příkladem může být spouštění nového železničního mostu ve Vídni o 3,2 m. S ohledem na hmotnost konstrukce 2500 tun a délku přes 160 m bylo možné pouze spouštění zespoda.
V principu není rozdíl, zdali se most zvedá o 0,5 m nebo o 2 m. V obou případech se musí konstrukce zdvihat na několik kroků hydraulických lisů. Lisy používané ve stavebnictví pro zvedání konstrukcí mají zdvihy běžně do 300 mm. Stejně jako v případě tlaku se nepoužívá zpravidla plný zdvih, ale jen cca 80 % nominální kapacity. Při volbě zdvihu je třeba počítat i s deformací konstrukce při zatěžování a také je třeba vůle pro instalaci lisů v řádu jednotek až desítek milimetrů, dle typu a velikosti lisu. Často je třeba nad lis i pod něj umístit roznášecí desky pro minimalizaci tlaků působících na konstrukci.
Zdvihání jen na jeden krok je časově a technicky nejméně náročné. Není třeba konstrukci několikrát odkládat na pomocnou ocelovou konstrukci nebo na další skupinu lisů. S ohledem na úsporu nákladů i času by měly být konstrukce zdvihány vždy jen o výšku nezbytně nutnou pro provedení opravy.

## Bezpečnost
Hmotnost nosných konstrukcí mostů, se kterými se manipuluje, se pohybují v rozsahu několika stovek až několika tisíc tun. Už to samo o sobě může být zdrojem komplikací. Aby nedocházelo k podobným neštěstím, které se odehrálo ve Studénce, je třeba mít vždy zajištěnu dokonalou přípravu a ve snaze o dosažení zisku nikdy neopouštět základní podmínky na bezpečnost. Několik z podmínek je uvedeno níže.
V první řadě je třeba na stavbě ochránit veškeré prvky hydraulického obvodu, které se využívají pro zvedání. Je třeba se zcela vyvarovat manipulace s jakýmkoliv materiálem nad hydraulickými rozvody v průběhu zvedání.
Při zvedání jsou obvykle hydraulické lisy zapojeny společně na jedno čerpadlo a jsou instalovány na konstrukci symetricky. Lze tedy očekávat, že se na ně zatížení přenáší rovnoměrně. Je-li tomu opravdu tak, se dá zjistit již v počátečních fázích zvedání. Není-li možné se nerovnoměrnému zatížení vyhnout, pak se lisy rozdělují do vhodných skupin, které se buď ovládají z odlišných čerpadel, nebo z jednoho s použitím regulačních ventilů. Při citlivé manipulaci dosahuje zkušená obsluha v běžných situacích přesnosti do 2 mm.
Zdvihání nebo spouštění konstrukcí je teoreticky jednoduchou záležitostí a je schopen ho provést průměrně zručný pracovník vybavený dostatečným počtem lisů a hydraulickou ruční pumpičkou. Prakticky je ovšem třeba řešit celou řadu problémů, obzvláště pak u mostů předpjatých, lichoběžníkového půdorysu nebo mostů v půdorysném oblouku. U těchto mostů je rozložení zatížení obvykle značně nerovnoměrné a často neodpovídá původním předpokladům.
Hydraulické zařízení je nutno dimenzovat tak, aby tlaky dosahovaly cca 50 % jejich maximální kapacity. Stavební hydraulické vybavení běžně pracuje s tlaky do 70 MPa, z toho vyplývá běžné zatížení 35 až 40 MPa. Tak je zajištěna dostatečná bezpečnost pro případ nehody nebo nepředpokládaného zatížení konstrukce.